# Maun
För andra betydelser, se Maun (olika betydelser).
Maun är en stad i norra Botswana, vid Thamalakanefloden i södra änden av Okavangodeltat, och är administrativ huvudort för distriktet North-West.

## Näringsliv
Maun är ett viktigt handels- och turistcentrum, på grund av sin närhet till Okavangodeltat och till nationalparkerna Moremi Game Reserve och den mindre Maun Game Reserve. Staden har sedan 1996 en internationell flygplats, Maun Airport.

## Historia
Maun grundades 1915 som huvudstad för batawanafolket. Namnet härleds från khoisan-ordet maung, som betyder "plats med korta vasstrån". Staden led i början svårt av tsetseflugor, och 1936 levde bara omkring 600 personer här. 1964 hade befolkningen vuxit till 4 359 personer, 1971 till 9 614, 1981 till 13 925 och 1991 till 26 769 personer.
Maun var tidigare känt som en civilisationens utpost, en "vilda västern"-stad bebodd av boskapsuppfödare och tjuvjägare, men sedan vägen mellan Maun och Nata öppnades tidigt på 1990-talet utvecklades Maun snabbt, och den har på senare år växt betydligt på grund av ökad turism.